# Garífuna

Garífunafolkets flagga

Garífuna avser både folkslaget och språket garínagu. På deras eget språk är garífuna singularis och garinagu pluralis. Garífunafolket befolkar den karibiska kusten i Belize, Guatemala (Lívingston), Nicaragua och Honduras på fastlandet och på ön Roatán. Det finns också många garífuna i USA, i synnerhet i Los Angeles, New York och Houston.
Folket härstammar etniskt både från indianfolk och afrikaner. Deras språk hör till arawakspråken.